# مانیا (فیلم ۲۰۱۵)
مانیا (انگلیسی: Mania)؛ یک فیلم مستقل محصول سال ۲۰۱۵ ایالات متحده آمریکا در سبک ترسناک، نوشتهٔ جاناتان هیگنز، به کارگردانی جسیکا کامرون، تهیه‌کنندگی مم فِردا است. بازیگران این فیلم تریستان ریسک به همراه الی چرچ می‌باشند.
مانیا (شیدایی) برای اولین بار در جشنواره فیلم‌های زیر زمینی آریزونا، در تاریخ ۱۸ سپتامبر سال ۲۰۱۵ به نمایش درآمد.

## نقش‌ها
- تریستان ریسک در نقش بروک
- الی چرچ در نقش مِل